# Лицар королеви
«Лицар королеви» — художній фільм Латвійської РСР 1970 року, знятий на на Ризькій кіностудії. Режисер фільму Роланд Калниньш.

## Сюжет
У центрі фільму — легкоатлет — бігун на середні дистанції Маргерс Гоба, його труднощі поєднують шлях спортсмена та особисте життя.

## В ролях
- Юрис Грустиньш — Маргерс Гоба
- Ліґа Ліепіня — Еріка
- Едгар Гіргенсон — Антон
- Діна Купле — мати Еріки
- Вальдемарс Зандбергс — тренер Званс
- Яніс Грантіньш — старий Гоба
- Вольдемарс Дудіньш — Клусонс
- Едгарс Лієпіньш — врач
- Айварс Сіліньш- епізод
- Арнолдс Лініньш — врач
- Віктор Плют — тренер
- Яніс Плесумс- епізод
- Едуардс Павулс- епізод

## Знімальна група
- Режисер — Роланд Калниньш
- Сценарист — Маріс Рудзітіс, Бруно Саулітіс
- Оператор — Гвідо Скулте
- Композитор — Людгардас Гедравічюс
- Художник — Улдіс Паузерс

## Цікаві факти
- У головній ролі Юрис Грустиньш — латвійський бігун, призер 1-го місця чемпіонату Європи 1972 року в приміщенні.

## Відео
- "Karalienes bruņinieks" на YouTube